# Die Frau des Leuchtturmwärters
Die Frau des Leuchtturmwärters (Originaltitel: L’Équipier, etwa: Teamspieler, Mannschaftsmitglied) ist ein Film des französischen Filmregisseurs Philippe Lioret aus dem Jahr 2004. Während er in Frankreich schon am 3. November 2004 in die Kinos kam, lief er in Deutschland erst am 16. Juni des folgenden Jahres an. Die Dreharbeiten fanden an den Orten Crespières (Département Yvelines), Villeparisis (Département Seine-et-Marne) und auf der Insel Ouessant (Département Finistère) statt.

## Handlung
Camille kommt nach Jahren wieder an ihren Geburtsort, die kleine Insel Ouessant an der bretonischen Küste zurück. Dort will sie das seit dem Tod ihrer Mutter Mabé leer stehende Haus verkaufen. Während des Ausräumens findet sie ein Buch, das an ihre Mutter geschickt worden war. Auf dem Umschlag ist der Leuchtturm «La Jument» (Die Stute) zu sehen, der frühere Arbeitsplatz ihres Vaters. Sie verbringt eine ganze Nacht mit der Lektüre des Buches. Am nächsten Morgen hat sie Ereignisse aus dem Leben ihrer Mutter erfahren, die ihr vorher völlig unbekannt waren. Auf der Rückfahrt zum Festland sagt Camille den vereinbarten Notartermin ab.
Soweit die Rahmenhandlung. Die eigentliche Geschichte spielt früher.
1963 auf Ouessant: Während des Trauermahles für den verstorbenen Vater der schönen Mabé taucht ein Fremder auf. Antoine ist gerade aus dem Algerienkrieg heimgekehrt. Er soll die Truppe der Leuchtturmwärter verstärken. Die Bewohner verhalten sich dem Fremden gegenüber zunächst feindselig, was sich erst ändert, als sich der Vorarbeiter der Leuchtturmwärter, Mabés Mann Yvon, auf seine Seite stellt.
Gemeinsam meistern Yvon und Antoine gefährliche und auch ein wenig bizarre Situationen auf dem der Insel vorgelagerten Leuchtturm.
Im Gegensatz zu den starrköpfigen Männern zeigen die Frauen reges Interesse an dem Neuen. Die junge, attraktive Brigitte macht ihm den Hof und auch Mabé wirkt in Antoines Anwesenheit mehr als verunsichert. Die gemeinsame Arbeit in einer Konservenfabrik, wo Antoine zwischen seinen Leuchtturmschichten Geld verdient, bringt sie einander näher. In der Nacht des Feuerwerks anlässlich des 14. Juli kommt es zwischen Mabé und Antoine zu einer leidenschaftlichen Affäre.
Antoine ist sich danach im Klaren, dass er die Insel verlassen muss. Bevor er geht, offenbart er den Inselbewohnern noch ein schreckliches Geheimnis aus seinem Kriegseinsatz – als wolle er die Bindungen an ihn für immer zerstören. Ob es sich dabei um die Wahrheit handelt, bleibt offen. Dennoch wird er Spuren auf der Insel hinterlassen. Die Ehe von Mabé und Yvon war zuvor kinderlos geblieben. Obwohl nie offen angesprochen, wird dem Zuschauer durch verschiedene Hinweise klar, dass Camille Antoines Tochter ist.

## Kritiken
Das Lexikon des internationalen Films urteilte, die „teils klassische, teils ungewöhnliche Geschichte über Männerfreundschaft, Liebe und Hass in einer Extremsituation“ werde mit „dokumentarischen und nostalgischen Elementen inszeniert“, und kam zu dem Fazit: „Der ruhig fließende Film wird von seiner inneren Spannung und soliden Hauptdarstellern getragen.“
Matthias Heine schrieb in der Berliner Morgenpost, Die Frau des Leuchtturmwärters sei „eins von diesen Werken, an denen sich ewig die Geschmäcker scheiden. Die einen preisen die Franzosen, die wie kein anderes Filmvolk solche Liebesgeschichten schaffen können.“ Als Gegensatz nennt er die weniger Gutwilligen, die „den Film als Rosamunde Pilcher auf Französisch abtun“ würden. Dem setzt er aber entgegen, Liorets Schöpfung unterscheide sich „durch die außergewöhnlichen Schauspieler und die Dialogpräzision.“
Gerhard Midding von der Filmzeitschrift epd Film kam zu dem Fazit, Liorets nostalgischer Film über eine verbotene Liebe knüpfe „an die melodramatischen Traditionen des französischen Vorkriegsfilms an.“ Lioret modernisiere sie sacht und erzähle „mit einer Mischung aus Inbrunst und Zurückhaltung, bei der jeder Zwischenton vernehmlich ist.“

## Trivia

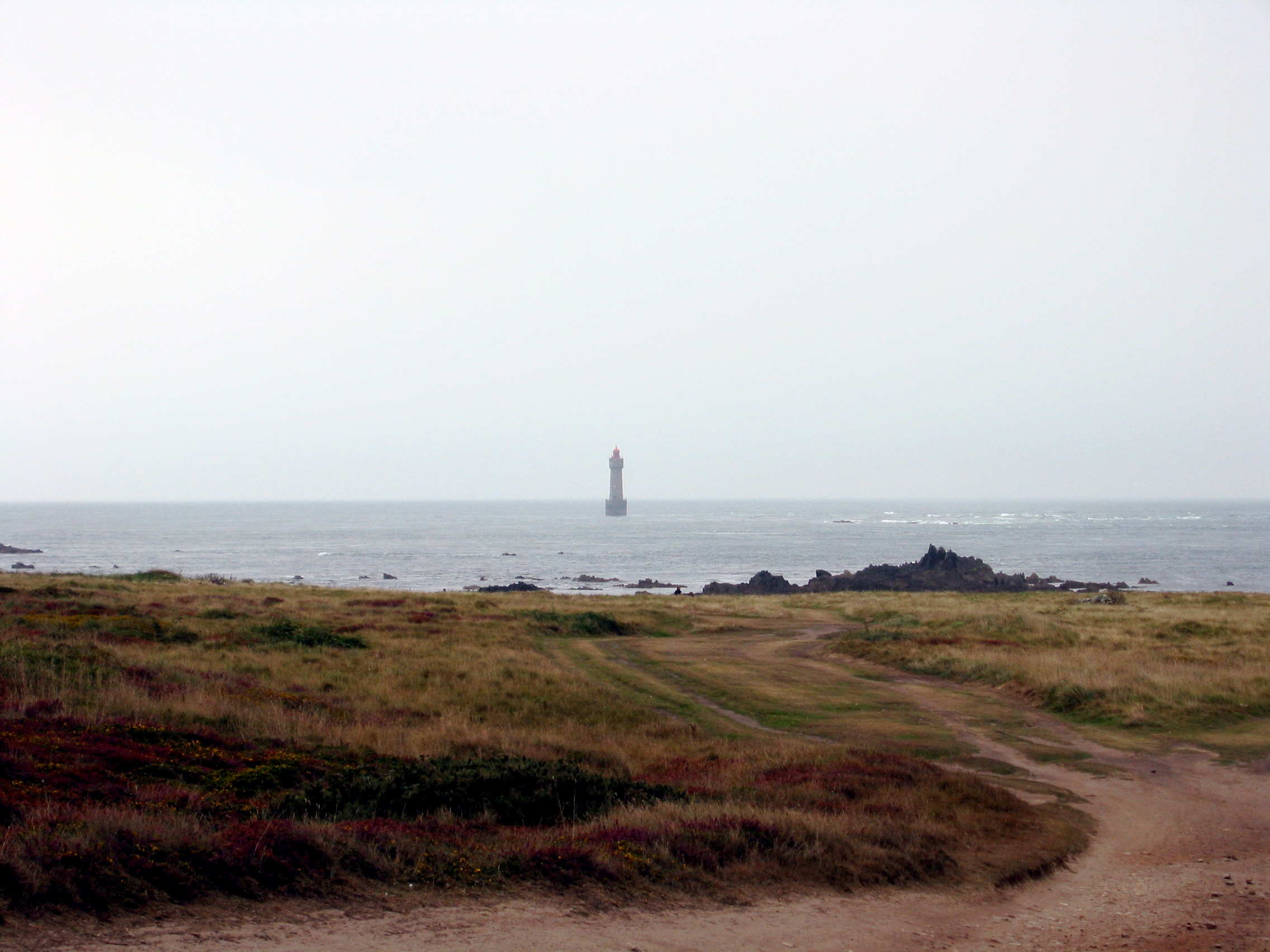
Der Leuchtturm von der Insel aus gesehen

Antoine hat eine verkrüppelte linke Hand, die in einer Ledermanschette steckt. In einer längeren Szene (ungefähr in der Mitte des Filmes) trägt erstaunlicherweise die rechte Hand eine Manschette. In dieser Szene spaziert Antoine mit Mabé außerhalb des Dorfes und ein Radfahrer mit Angelausrüstung kommt ihnen entgegen. Offenbar ist die Szene seitenverkehrt kopiert worden, was im Vergleich mit einer späteren Szene an der Lage der Fahrradklingel von Mabé zu erkennen ist und auch daran, wie das Hemd von Antoine geknöpft ist.

## Auszeichnungen
César 2005 (Nominierungen):
- Bester Hauptdarsteller (Philippe Torreton)
- Beste Filmmusik (Nicola Piovani)
- Beste Nebendarstellerin (Émilie Dequenne)